# Secret Garden (TV-serie)
Secret Garden (hangul: 시크릿 가든; RR: Sikeurit Gadeun) är en sydkoreansk TV-serie som sändes på SBS från 13 november 2010 till 16 januari 2011. Ha Ji-won, Hyun Bin, Yoon Sang-hyun och Kim Sa-rang i huvudrollerna.

## Roller
- Ha Ji Won som Gil Ra Im
- Hyun Bin som Kim Joo Won
- Yoon Sang Hyun som Choi Woo Young / Oska
- Kim Sa-rang som Yoon Seul
- Lee Jong Suk som Han Tae Sun
- Yoo In-na som Im Ah Young
- Lee Philip som Direktör Im Jong Soo
- Kim Ji Sook som Moon Yeon Hong
- Park Joon Geum som Moon Boon Hong
- Kim Sung-oh (김성오) som Sekreterare Kim

### Utökade roller
- Choi Yoon So som Kim Hee Won
- Kim Sung Kyum som Moon Chang Soo
- Lee Byung Joon som Park Bong Ho
- Sung Byung Sook som Park Bong Hee
- Yoon Gi Won som Choi Dong Kyu
- Yoo Seo Jin som Lee Ji Hyun
- Kim Gun som Yoo Jong Heon
- Baek Seung Hee som Park Chae Rin
- Kim Dong Gyoon som direktör
- Kim Mi Kyung som pensionat ajumma
- Kim Sung Hoon
- Kang Chan Yang (강찬양)
- Jang Seo Won (장서원)
- Lee Joon-hyuk som sig själv (kame, ep 8)
- Baek Ji-young som sig själv (kame, ep 13)
- Son Ye-jin som sig själv (kame, ep 20)
- Song Yoon Ah som sig själv (kame)
- Beige (베이지) (kame)